# Förklädd gud
Förklädd gud (opus 24) är en lyrisk svit från 1940 av Lars-Erik Larsson, med text av Hjalmar Gullberg. Sviten hör till Larssons nyromantiskt orienterade produktion och är ett av den svenska klassiska musikens mest kända verk. Både Larsson och Gullberg var vid tiden anställda vid Sveriges Radio, och stycket skrevs för att uppföras i radio.
Uruppförandet ägde rum den 1 april 1940 i Sveriges Radio. Solister var Kerstin Torlind och Hugo Hasslo. Olof Molander var recitatör. Radiokören och Radiotjänsts underhållningsorkester dirigerades av tonsättaren.
Texten är hämtad från Gullbergs diktsamling Kärlek i tjugonde seklet från 1933. Gullbergs idyll tar sin utgångspunkt i ett motiv från antik mytologi om guden Apollon, dömd att uppträda som människa i ett år och tjäna som dräng hos kung Admetos i Thessalien, i Euripides drama Alkestis.

## Inspelningar
- 1956-03-10 i Kgl. Musikaliska Akademien. Dirigent: Stig Westerberg, sopran: Elisabeth Söderström, baryton: Erik Sædén, recitation: Lars Ekborg. Radioorkestern och Martin Lidstams vokalensemble. Utgiven 1958 av Swedish Society Discofil, producent: Hans Peter Kempe. SLT 33146.
- 1973-06-06--08 i Cirkus. Dirigent: Stig Westerberg. Sopran: Catarina Ligendza, baryton: Ingvar Wixell, recitation: Max von Sydow. Sveriges Radios symfoniorkester och Radiokören, körinstudering: Eric Ericson. Utgiven 1974 av EMI på HMV E 061-35149, producent: Tage Olhagen.
- 1978-05-07 i Helsingborgs konserthus på kompositörens 70-årsdag. Dirigent: Sten Frykberg. Sopran: Birgit Nordin, baryton: Håkan Hagegård, recitation: Per Jonsson. Helsingborgs symfoniorkester och Helsingborgs konserthuskör. Utgiven 1978 på LP[2] och 1989 på CD av BIS Records. Producent: Wollmar Sandell.
- 1987. Dirigent: Stefan Parkman. Sopran: Ann-Christin Löfgren, baryton: Per-Arne Wahlgren, recitation: Stina Ekblad. Uppsala domkyrkas gosskör, Uppsala kammarorkester, Omnibus. Utgiven av Proprius, PROP9987.
- 1993 i Berwaldhallen. Dirigent: Esa-Pekka Salonen. Sopran Hillevi Martinpelto, baryton Håkan Hagegård, recitatör Erland Josephson. Sveriges Radios symfoniorkester och Radiokören. Utgiven på Sony Classical, SK 64140.[3]
- 1995. Dirigent: Petter Sundkvist. Sopran: Karin Ingebäck, baryton: Anders Larsson, recitation: Frej Lindqvist. Svenska Kammarorkestern och Amadei Kammarkör under ledning av John Erik Eleby.  Utgiven 1996 av Naxos.[4]
- 2010. Dirigent: Christopher Warren-Green, sopran: Jeanette Köhn, baryton: Thomas Lander, recitation: Sven Wollter. Jönköpings Sinfonietta och Jönköpings kammarkör. Utgiven 1 oktober 2010 av Intim Musik. Engelsk text.